# Mehmet Duymazer
Mehmet Duymazer (* 15. April 1974 in Hatay) ist ein ehemaliger türkischer Fußballtorhüter.

## Karriere
Duymazer begann seine Karriere am Anfang der 1990er-Jahre beim Drittligisten Kırıkhanspor. Vor Beginn der Saison 1992/93 wechselte der Torhüter zurück in seine Heimatstadt zu Hatayspor. In dieser Spielzeit gelang Hatayspor der Aufstieg in die 2. Liga. Duymazer war sowohl 1992/93 als auch in der Saison 1993/94 zweiter Torhüter. Im Sommer 1994 verpflichtete ihn Kayseri Erciyesspor. Im darauffolgenden Jahr folgte der Transfer zu Galatasaray Istanbul.
Dort wurde der Torwart 1997 türkischer Meister. In zwei Jahren für die Gelb-Roten kam er zu insgesamt zehn Ligaspielen. Die Spielzeit 1997/98 verbrachte Duymazer bei Gaziantepspor. Mehmet Duymazer beendete seien Karriere Ende 1999 bei Kardemir Karabükspor.

## Erfolge
Hatayspor
- Drittligameister: 1993

Galatasaray Istanbul
- Türkischer Meister: 1997